# Mithian
Mithian – wieś w Anglii, w Kornwalii. Leży 34 km na północny wschód od miasta Penzance i 378 km na zachód od Londynu.